# Ciutat de Dongola
Dongola (àrab: دُنْقُلا, Dunqulā) és una ciutat del Sudan, capital de la wilaya del Nord del Sudan, a la vora del riu Nil. Té una població d'uns 20.000 habitants (2005). Aquesta ciutat és la nova Dongola (Al-Urdi, el Camp). La vella (Dunkula al-adjuz), a la riba dreta del Nil, sobre l'antiga ciutat preislàmica, està a uns 100 km al sud.

## Història
Antigament durant l'imperi Antic d'Egipte, la regió de Dongola es deia Iam i amb l'imperi Mitjà s'esmenta com Irem. Independent vers el segle iv, de la unió amb el regne de Nobàtia va sorgir el regne de Makuria del que l'antiga ciutat de Dongola, situada a uns 110 km al sud de l'actual ciutat, a l'altre costat del riu, en fou capital.
La vella Dongola fou atacada per un exèrcit musulmà dirigit per Abd Allah ibn Sad ibn Abi Sarh el 652 però els musulmans es van retirar per un pacte (bakt). El palau reial fou construït el 1002. El regne fou posat sota tribut dels mamelucs egipcis als darrers anys del segle xiii (des 1275). El 1315 un sobirà musulmà, Bershambo (Saif al-Din Abdallah), el primer que tenia el país, fou col·locat al tron pels mamelucs i el Palau reial es va convertir en mesquita (29 de maig de 1317); poc després es va aixafar l'intent de mantenir la independència dirigit per l'ex rei Kerembes el 1324. Vers el 1366 fou definitivament annexionat a Egipte i la ciutat va quedar gairebé despoblada. La regió fou incorporada a finals del segle xv o començaments del XVI al regne de Sennar, fundat pels Funj el 1484 i a Dongola es va establir un rei vassall (makk) que governava al nord fins a la tercera cascada del Nil on dominaven el Barabra, que van reconèixer la sobirania otomana al segle xvi. Al segle xvii va sorgir la confederació dels Shaykiyya.
La nova Dongola fou fundada pels mamelucs que havien escapat de les proscripcions de Muhammad Ali el 1811 i fou seu d'un kashif enfrontat als Shaykiyya; va esdevenir capçalera de la província (i seu d'un mudir o governador) quan fou ocupada per Muhammad Ali d'Egipte el 1821, el qual va eliminar a mamelucs i shaykiyya. Va caure en mans de Muhàmmad Àhmad el 1885 però fou reconquerida per britànics i egipcis el 1896. Des de llavors fa part del Sudan, primer del protectorat angloegipci al qual es va unir al Wadi Halfa i el Berber per formar la província del Nord, i el 1956 de l'estat independent del Sudan.